# Francisco Villa, Acapetahua
Francisco Villa är en ort i Mexiko.   Den ligger i kommunen Acapetahua och delstaten Chiapas, i den sydöstra delen av landet, 800 km sydost om huvudstaden Mexico City. Francisco Villa ligger 31 meter över havet och antalet invånare är 183.
Terrängen runt Francisco Villa är platt åt sydväst, men åt nordost är den kuperad. Runt Francisco Villa är det ganska tätbefolkat, med 62 invånare per kvadratkilometer. Närmaste större samhälle är Mapastepec, 16,0 km nordväst om Francisco Villa. Omgivningarna runt Francisco Villa är en mosaik av jordbruksmark och naturlig växtlighet.